# Bahnhof Bordesholm
Der Bahnhof Bordesholm ist ein Personenbahnhof in der Ortsmitte von Bordesholm (Kreis Rendsburg-Eckernförde) an der Bahnstrecke Hamburg-Altona–Kiel.

## Geschichte

### Gründung und 19. Jahrhundert

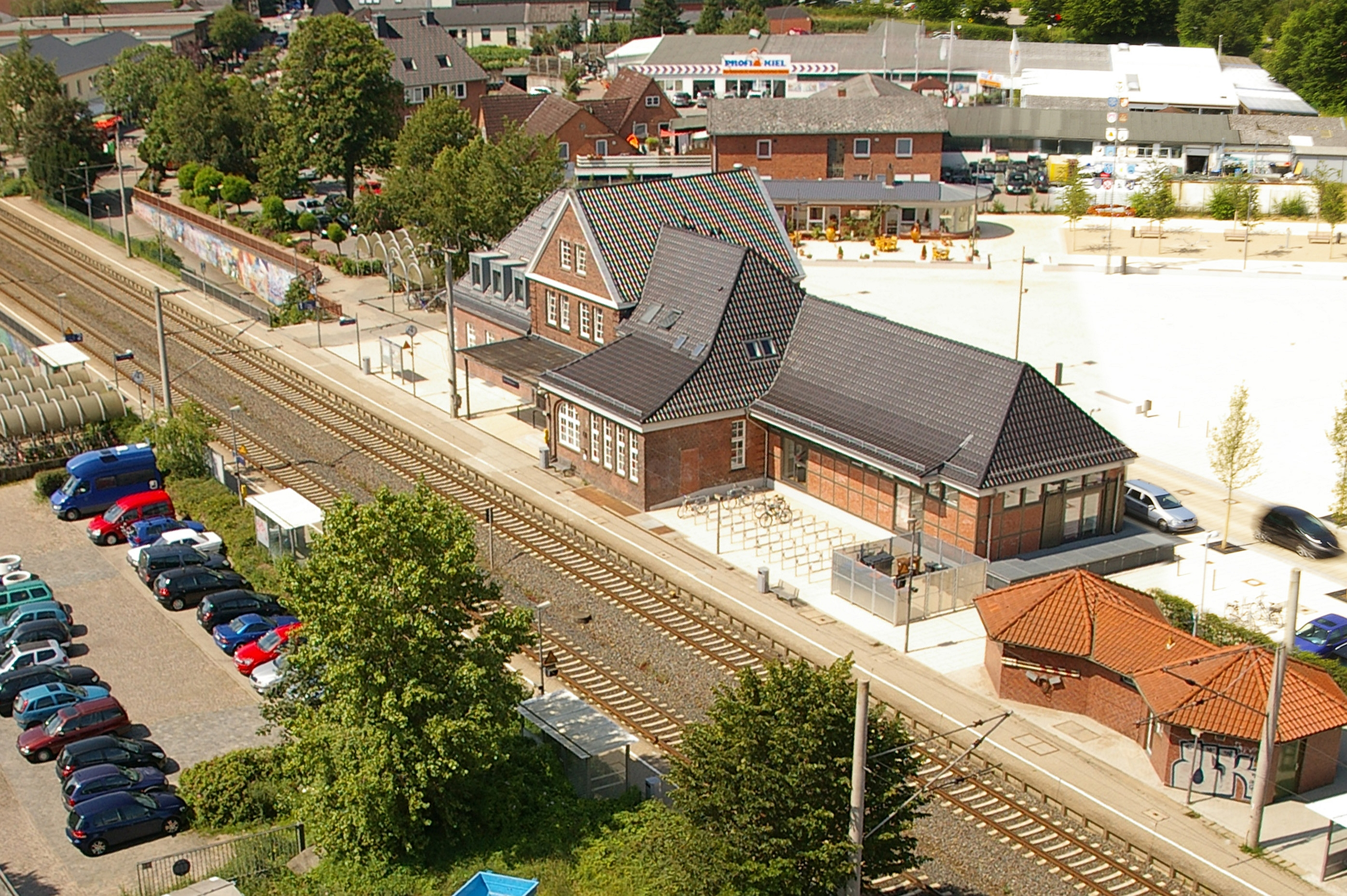
Bahnhofskomplex im Ortszentrum

Der Bahnhof wurde September 1844 gemeinsam mit der Bahnstrecke eröffnet. Der auf dem Eidersteder Gemeindegebiet befindliche Bahnhof hieß erst „Bordesholm“ und wurde später in „Bordesholm-Bahnhof“ umbenannt. In der Anfangszeit verkehrten täglich zwei Personenzüge und ein Güterzug in beide Richtungen. Die reine Fahrzeit betrug zwischen Kiel und Bordesholm 27 Minuten, zwischen Bordesholm und Neumünster 17 Minuten. Bei der Inbetriebnahme der Eisenbahn gab es hier noch kein Bahnhofsgebäude. Man erwartete aber – wie es im Geschäftsbericht für das Jahr 1844 hieß – die Genehmigung der eingesandten Baupläne. Das erste Bahnhofsgebäude, ein kleiner eingeschossiger Backsteinbau, stand etwa dort, wo jetzt der Niedergang zum Fußgängertunnel ist. Neben dem Personenverkehr diente er dem Güterumschlag des sich schnell entwickelnden Handels und Gewerbes sowie für Viehtransporte.
1895 wurde der Streckenabschnitt Bordesholm – Neumünster zweigleisig ausgebaut. Dadurch entfielen die Zwangshalte der Personenzüge in Bordesholm. Bereits im Jahr 1899 wurden Pläne diskutiert, den Bahnhof zu einem Haltepunkt zurückzubauen.

### Im 20. Jahrhundert
Kurz vor dem Ersten Weltkrieg wurde der Kern des jetzigen Gebäudes errichtet. Bis in die 1920er Jahre befand sich zwischen Reesdorf und Techelsdorf ein Gleisanschluss zur Kiesgrube. Später gab es eine Lorenbahn bis zur Kiesverladeanlage nördlich des Bahnhofs. 1936 wurde das vorhandene Stellwerk der Bauform Jüdel durch ein mechanisches Stellwerk im Vorbau zur Gleisseite ersetzt. Die Sicherungsanlagen in Einfeld, Bordesholm, Techelsdorf und Flintbek wurden Mitte der 30er Jahre auch modifiziert. Im Zweiten Weltkrieg befand sich am Bahnhof ein Kriegsgefangenenlager der Deutschen Reichsbahn. Der Bürgermeister forderte 1942 in Anbetracht der angespannten Personaldecke am Bahnhof, die dort festgehaltenen Personen auch für den Güterumschlag einzusetzen.
In den 1960er Jahren wurde der Bahnhof mit einer neuen Kopframpe ausgestattet, die auch vom Militär zur Verladung von Fahrzeugen genutzt wurde. Für den Bahnhofsbetrieb war eine Kleinlok Köf II stationiert. 1964 wurde dann der Um- und Erweiterungsbau mit Schalter- und Warteraum sowie Bahnhofsgaststätte in Betrieb genommen. Ab dem Jahr 1986 wurden die Gleisanlagen zurückgebaut und der über einen niveaugleichen Übergang vom Hausbahnsteig erreichbare Inselbahnsteig zu einem Außenbahnsteig umgebaut, der Bahnsteig ist über eine Unterführung erreichbar. Am 3. November 1992 wurde in Bordesholm feierlich der erste Mast für die Elektrifizierung in Schleswig-Holstein gesetzt. Im Oktober 1994 wurde das Stellwerk stillgelegt, der Bahnhof besteht seitdem nur noch aus zwei durchgehenden Gleisen mit einer Überleitstelle.

### Im 21. Jahrhundert
Im Jahr 2003 wurde das 1911 erbaute Empfangsgebäude im Rahmen einer Neugestaltung verkauft. Bis zum Sommer 2008 wurde es für 600.000 Euro renoviert und verfügt über ein Fahrgastinformationssystem. In Bordesholm wird ein Videoreisezentrum betrieben.

## Betrieb
| Zuggattung | Verlauf | Taktangebot | Fahrzeugmaterial          | Eisenbahnverkehrsunternehmen |
| ---------- | --- | ----------- | ------------------------- | ---------------------------- |
| RE 7       | Kiel Hbf – Flintbek – Bordesholm – Einfeld–\| Flensburg – Rendsburg –\| Neumünster – Elmshorn – Hamburg-Dammtor – Hamburg Hbf | Stundentakt | Bombardier Twindexx Vario | DB Regio Schleswig-Holstein  |
| RE 70      | Kiel Hbf – Bordesholm – Neumünster – Brokstedt – Wrist – Elmshorn – Hamburg Dammtor – Hamburg Hbf                             | Stundentakt | Bombardier Twindexx Vario | DB Regio Schleswig-Holstein  |

Bordesholm wird von den beiden Regionalexpresslinien jeweils stündlich bedient. In einer guten Stunde erreicht man Hamburg Hauptbahnhof, nach Neumünster sind es sechs bis neun Minuten, nach Kiel zwölf bis dreizehn. Die Deutsche Bahn befährt die Strecke mit Wagenparks von ein bis zwei Bombardier Twindexx Vario (BR 445).